# Cinéma samoan
Le cinéma samoan désigne le cinéma produit et tourné dans l'État indépendant des Samoa, un état insulaire en Océanie.
Le premier long métrage samoan, O le tulafale, est sorti en 2011. Tourné et situé à Samoa, en langue samoane, il est interprété par des acteurs samoans. Il a été produit avec le soutien financier du gouvernement samoan, dans l'espoir de présenter la culture samoane à un public international et de promouvoir les Samoa en tant que destination touristique.
Auparavant, les Samoa n'avaient produit que des courts métrages. Tusi Tamasese (en), le scénariste et réalisateur d'O le tulafale, avait déjà écrit et réalisé le court métrage Va Tapuia, qui a été projeté en 2010 au Festival international du film de Nouvelle-Zélande (en), puis au festival ImagineNative à Toronto et au Festival international du film d'Hawaï.
Samoa ne compte qu'un seul cinéma, le cinéma Magik, propriété de Maposua Rudolf Keil (en). La projection de films y est soumise à la censure, et les films étrangers peuvent être interdits, conformément à la loi sur le cinéma de 1978, s'ils portent atteinte à la foi chrétienne des spectateurs. Le Da Vinci Code et Harvey Milk ont tous deux été interdits de projection au cinéma dans les Samoa, ce dernier étant « inapproprié et contradictoire avec les croyances chrétiennes et la culture samoane »,.